# 삼아교통
유한회사 삼아교통(有限會社 三亞交通)은 광주광역시의 시내버스 운송 업체이다. 본사는 광주광역시 광산구 동곡로 411-5, 411-7 (월전동)에 있다.

## 역사
1987년 2월 28일에 광주여객 광주시 광산구 월전동 분리 독립 설립되었고, 광주광역시 시내버스 업체 중 규모가 제일 작은 편이며 현재 직행좌석 1개, 간선노선 2개, 지선노선 3개의 노선을 운영하고 있다.
2014년 7월 29일부터 현대교통에 인수되어 순천교통, 을로운수, 현대교통 계열사가 되었다.

## 현황
2016년 5월 기준이다.
| 운행업체 | 면허 대수 | 면허 대수 | 면허 대수  | 면허 대수 | 주소                | 면허 일자       |
| -------- | --------- | --------- | ---------- | --------- | ------------------- | --------------- |
| 운행업체 | 대수 합계 | 시내버스  | 농어촌버스 | 시외버스  | 주소                | 면허 일자       |
| 삼아교통 | 49        | 49        | -          | -         | 광산구 동곡로 411-7 | 1987년 2월 28일 |

## 운행 노선
- ● 좌석02번: 무등산국립공원(증심사) ~ 한국에너지공과대학본관(대진운수, 대창운수, 동화운수, 라정시내버스, 세영운수, 을로운수, 삼원운수, 대원시내버스, 현대교통 공동운행)
- ● 지원45번: 도산동 ~ 월남동(운천저수지 경유)
- ● 운림50번: 세하동 ~ 무등산국립공원(증심사)
- ● 지원56번: 월남동 ~ 광주역(동화운수, 을로운수 공동운행)
- ● 상무64번: 세하동 ~ 비엔날레전시관(삼원운수 공동운행)
- ● 대촌69번: 칠석 ~ 양동시장역
- ● 송암73번: 도산동 ~ 서광주역

## 보유 차량
자일대우버스
- 자일대우 레스타
- 자일대우 BS090 뉴 로얄미디

현대자동차
- 현대 그린시티
- 현대 뉴 슈퍼 에어로시티
- 현대 저상 뉴 슈퍼 에어로시티
- 현대 유니시티
- 현대 일렉시티
- 현대 뉴 프리미엄 유니버스 엘레강스

KGM커머셜
- KGM 스마트 110